# Lindenbergia grandiflora
Lindenbergia grandiflora är en snyltrotsväxtart som först beskrevs av Buch.-ham. och David Don, och fick sitt nu gällande namn av George Bentham. Lindenbergia grandiflora ingår i släktet Lindenbergia och familjen snyltrotsväxter. Inga underarter finns listade i Catalogue of Life.